# 王懋
王 懋（おう ぼう、515年 - 559年）は、中国の西魏・北周の軍人。字は小興。本貫は楽浪郡。開皇7年（587年）作「王懋墓誌」に「其先世有入仕於魏者，重復加拓，遂為拓王氏焉」とあり、複姓を称していることから胡族とみられる。

## 経歴
王盟の子として生まれた。王盟が関中に入ったとき、王懋はまだ幼く、山東にとどまった。529年、はじめて関中に入り、王盟の征戦に従った。535年、安平県子の爵位を受け、揚烈将軍に任じられた。538年、王盟に従って悼皇后郁久閭氏を柔然に迎えに行き、帰還すると城門校尉に任じられた。西魏の文帝が東魏に親征すると、王懋は撫軍将軍兼太子左率として、長安の留守をまもった。太子右率に転じた。尚食典御・領左右・武衛将軍を歴任した。前後の功績により、爵位は公に進み、右衛将軍に転じた。545年、王盟が死去すると、王懋は辞職を願い出たが、文帝は許さなかった。大都督・散騎常侍・使持節・車騎大将軍・驃騎大将軍・開府儀同三司・侍中・左衛将軍・領軍将軍を歴任した。
宮中の宿衛として十数年つとめあげ、態度は真摯で過ちがなく、文帝に賞賛された。553年、南岐州刺史に任じられ、爵位は安寧郡公に進んだ。555年、大将軍・大都督に転じた。後に小司寇に任じられた。在官のまま死去した。
子の王悦が後を嗣ぎ、大将軍・同州刺史となり、済南郡公に改封された。

## 伝記資料
- 『周書』巻二十・列伝第十二
- 『北史』巻六十一・列伝第四十九